# بلوز (پوشاک)

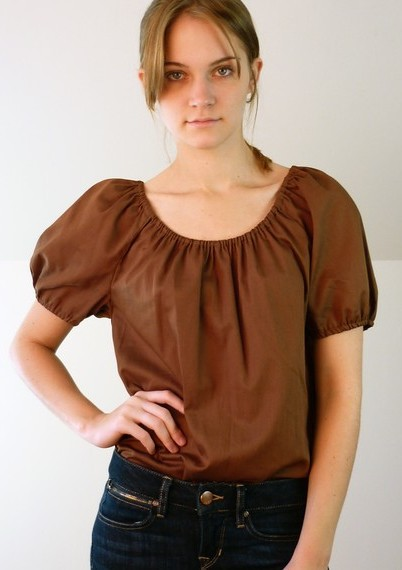

بلوز (به انگلیسی: Blouse) نوعی لباس گشاد است برای پوشش بالاتنه که در گذشته توسط کارگران، دهقانان، هنرمندان، زنان و کودکان پوشیده می‌شد گفته می‌شود.
این لباس به گونه‌ای بود که در کمر به وسیلهٔ تسمه یا کمربند بسته می‌شد و حالتی شل و آویزان به خود می‌گرفت. امروزه بلوز عموماً برای لباس زنان کاربرد دارد اما برای بعضی از لباس‌های مردانه گشاد و لباس‌های نظامی نیز به کار برده می‌شود.
امروزه در لباس مردانه بلوز همان تی شرت ولی آستین بلند نازک هست که مخصوص فصل بهار و تابستان است که یا یقه گرد یا یقه هفت در انواع مدلهای ساده و طرح دار با رنگ ویا تکه‌های پارچه ویا یک جیب تزیینی سمت چپ سینه و همچنین دارای مدلهای گشاد و لانگ نیز هست

## پیدایش کلمه
بلوز (blouse) وامواژه‌ای فرانسوی است که احتمالاً از بازگشت جنگجویان صلیبی به وجود آمده است. این سربازان لباسی به نام پیراهن لوئیزیانا که آبی رنگ بود وانها را در برابر گرد و غبار محافظت می‌کرد و تغییر نام آن به خاطر شهر پلوزیوم در مصر که محل استفاده ان بوده‌است

## توضیحات و تاریخچه
بلوز مورد استفاده مردم (که عموماً زنان بودند) فرمی شبیه بشکه و لباس پستچیان داشت وتا سال ۱۸۹۰ مورد استفاده بود.